# Mok-tong állomás
Mok-tong (Mok-dong) állomás a szöuli metró 5-ös vonalának állomása, mely Jangcshon-ku (Yangcheon-gu) kerületben található.

## Viszonylatok
| 5-ös vonal                                   | 5-ös vonal | 5-ös vonal                                                               |
| -------------------------------------------- | ---------- | ------------------------------------------------------------------------ |
| Sindzsong (Sinjeong ) Panghva (Banghwa) felé | fő vonal   | Omokkjo (Omokgyo) Szangil-tong (Sangil-dong) vagy Macshon (Macheon) felé |